# 藤原吉子
藤原 吉子（ふじわら の よしこ、ふじわら の きっし、? - 大同2年11月12日（ユリウス暦807年12月14日））は、奈良時代後期から平安時代初期にかけての桓武天皇の夫人。父は藤原南家藤原是公（これきみ）。伊予親王の母。母親は不明であるが、是公の妾で尚侍となった橘真都我が母親で彼女の縁で後宮に入ったとする説もある。

## 経歴
- 783年（延暦2年）に伊予親王を生む。
- 807年（大同2年）藤原北家の出身である藤原宗成によって謀反の嫌疑がかけられ、伊予親王とともに川原寺（弘福寺）に幽閉されて飲食を絶たれた（伊予親王の変を参照）。母子は自害したが、その後、祟りを怖れた朝廷によって復位・贈位がなされた（819年に復位、839年に贈従二位）。上御霊神社や下御霊神社などに祀られ、藤原大夫人と尊称される。